# Memoriale del sottocampo Polte-Magdeburgo
Il Memoriale del sottocampo Polte-Magdeburgo è un memoriale situato a Magdeburgo in Sassonia-Anhalt e dedicato alla commemorazione della vittime del sottocampo del campo di concentramento di Buchenwald Polte-Werke di Magdeburgo.

## Posizione
Si trova sul lato Nord della Liebknechtstraße, nel quartiere Stadtfeld West, di fronte all’edificio  di Liebknechtstraße numero 66. Lo stabilimento della Polte-Werke si trovava sul lato opposto della strada.

## Design e storia
Il memoriale è stato costruito intorno al 1950 ed è un ricordo del sottocampo che si trovava qui dal 14 giugno 1944 al 13 aprile 1945. Gli oltre 3.000 prigionieri del campo sono stati utilizzati nella produzione di armamenti nelle vicine fabbriche della Polte. Il monumento è costituito dal portone di ingresso originale al campo. È concepito come un arco a tutto sesto in mattoni. Un sentiero in pietra conduce al cancello. Su entrambi i lati dell’ingresso c'è una recinzione e un pezzo di muro. A sinistra dell’ingresso c'è un pannello con l'iscrizione:
QUI SI TROVAVA

UN SOTTOCAMPO DI CONCENTRAMENTO

INFERNO E TORTURA PER

TUTTI I PRIGIONIERI

ONORA LA LORO MEMORIA

Subito a fianco del lato sinistro dell’arco c’è un’altra targa che è stata apposta successivamente, sulla quale vengono forniti maggiori dettagli sul sottocampo. Nell’elenco dei monumenti locali il memoriale è registrato come monumento con il numero di rilevamento 094 06158.
L'edificio in Liebknechtstraße 66, di fronte al quale si trova oggi l'ingresso, è stato costruito negli anni '90 sul sito dell'ex sottocampo.